# Muscle Bomber Duo: Ultimate Team Battle
Muscle Bomber Duo: Ultimate Team Battle (Muscle Bomber Duo: Heat Up Warriors au Japon) est un jeu vidéo de catch développé et édité par Capcom, sorti uniquement en arcade sur CP System [Dash] en décembre 1993,.

## Série
1. Saturday Night Slam Masters : 1993
2. Muscle Bomber Duo: Ultimate Team Battle
3. Ring of Destruction: Slammasters II : 1994